# Kerk van Suomenlinna
De Kerk van Suomenlinna is een luthers kerkgebouw op het eiland Suomenlinna in het stadsgebied van de Finse hoofdstad Helsinki.

## Geschiedenis

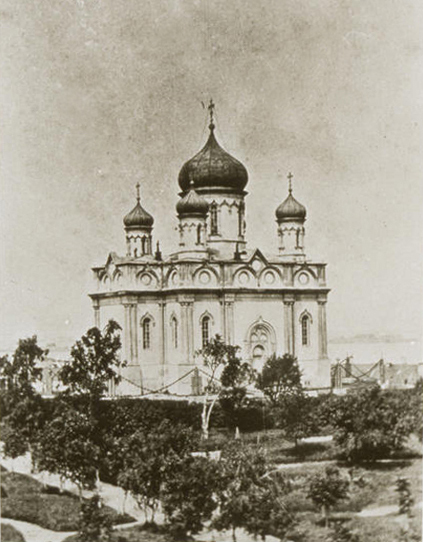
De kerk in 1908 met nog de Russisch-orthodoxe uitstraling

De kerk werd oorspronkelijk volgens een ontwerp van Konstantin Ton gebouwd als een orthodoxe garnizoenskerk voor de in de vesting Suomenlinna gelegerde troepen van het Russische Keizerrijk. De aan de heilige Alexander Nevski gewijde kerk werd in 1854 plechtig in gebruik genomen en had het aanzien van een typisch Russisch-orthodox godshuis met vijf uitvormige torens. Nadat Finland in 1920 een onafhankelijke republiek werd, vond men het niet passend dat de hoofdstad zich bij het benaderen vanaf zee als eerste presenteerde met een kerkgebouw in Russische stijl.
De kerk kreeg de bestemming van een lutherse garnizoenskerk en in 1928 werden volgens de plannen van de architect Einar Sjöström de orthodoxe bouwelementen verwijderd. De centrale uitvormige toren werd vervangen door een vierkante toren en de muren werden gepleisterd. Het orthodoxe kerkmeubilair werd overgedragen aan de Orthodoxe Kerk van Finland. Binnen bleef de koepel rond en werden er banken, een altaar en een preekstoel geplaatst.
Aan de bestemming van garnizoenskerk herinnert de van kanonslopen en kettingen samengestelde omheining uit de jaren 1850. Na de onafhankelijkheid werden er op de middelste kanonslopen bij de ingang Finse leeuwen geplaatst. De klok in de vrijstaande toren naast de kerk is de grootste van Finland. Hij werd in 1885 in Moskou gegoten en weegt 6683 kilo.
De Finse strijdkrachten droegen in 1960 de kerk over aan de Lutherse parochie van Helsinki. Na een renovatie werd de kerk in februari 1964 herwijd. De crypte werd in 1987 ten behoeve van parochiale activiteiten gerenoveerd.
In de kerk bevinden zich de oorlogsmonumenten voor de gevallenen bij de kustverdeding tijdens de Winteroorlog in 1939–1940 en de Vervolgoorlog in 1941–1944. Van latere datum, namelijk uit 1996, dateert het monument voor de gevallen Esten in Finse dienst.
Een plan uit 2006 om de kerk in de oorspronkelijke staat terug te brengen werd afgewezen.

## Orgel
Het orgel werd gemaakt door het orgelbouwbedrijf in Kangasala. Het uit 1963 stammende orgel bezit 13 registers.

## Bijzonderheden
De kerktoren heeft als vuurtoren een functie en zendt vier lichtsignalen van dezelfde tijdsduur uit. Dat is in morsecode de letter H voor Helsinki.

## Afbeeldingen

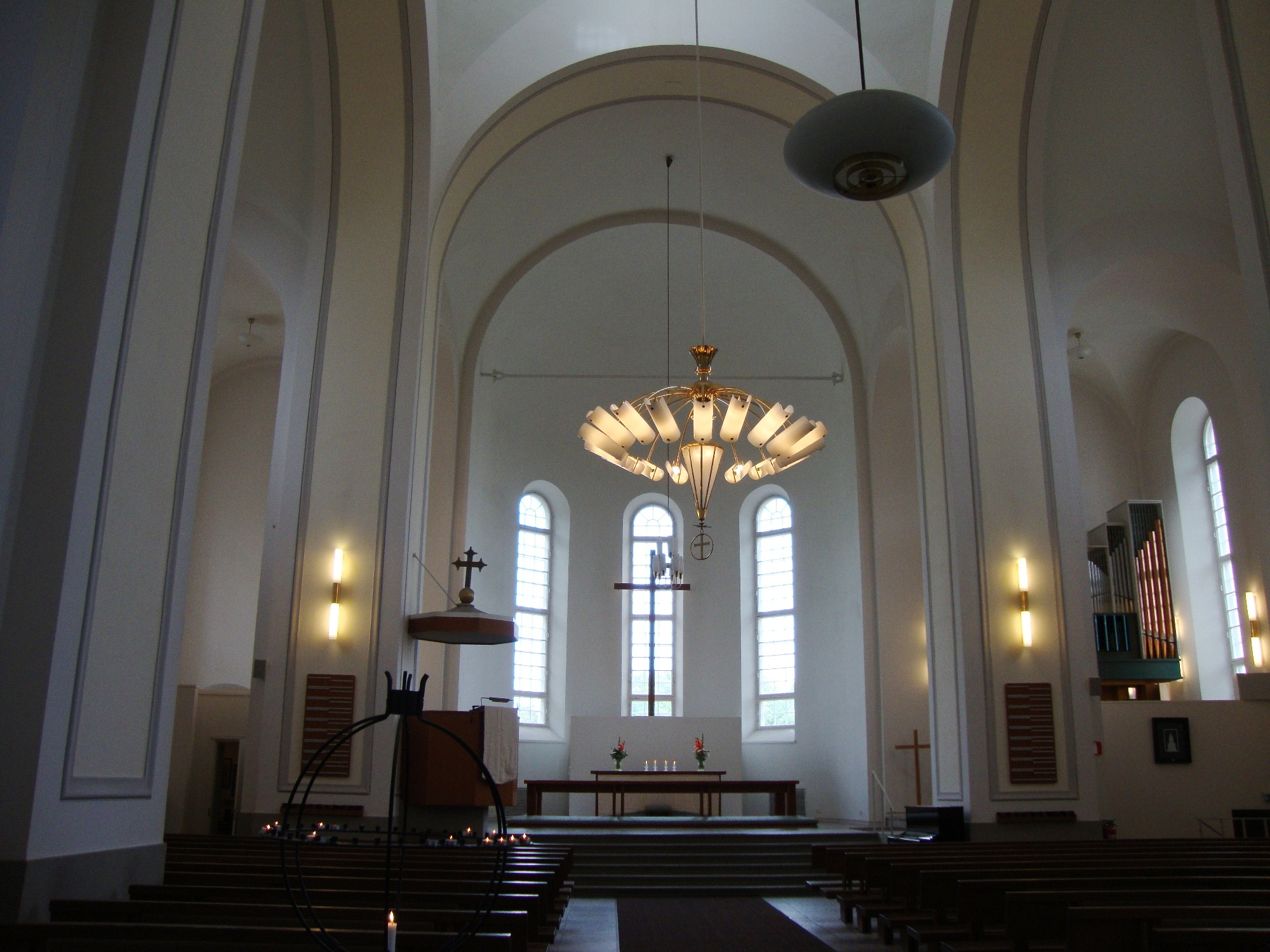
Interieur
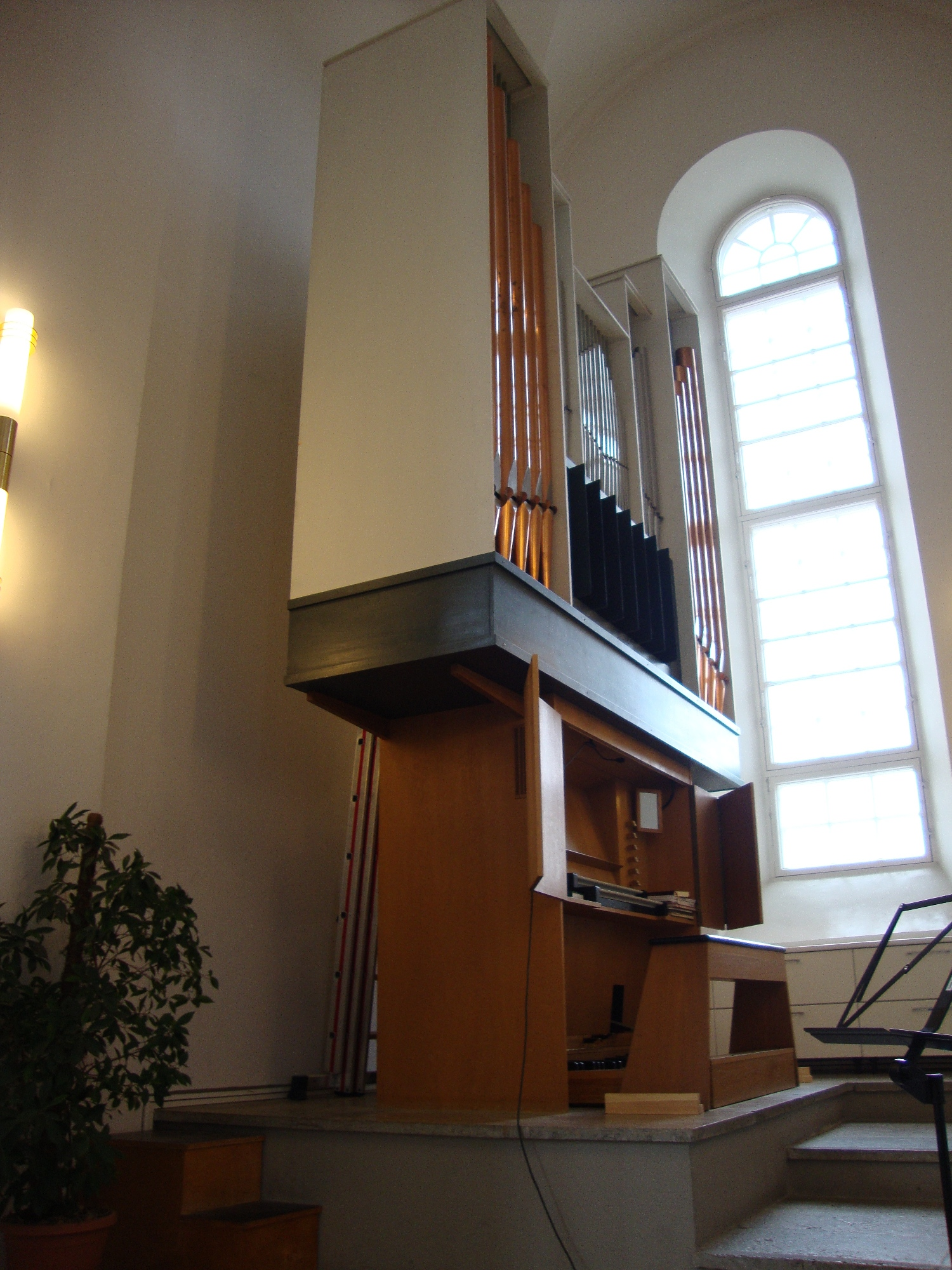
Orgel
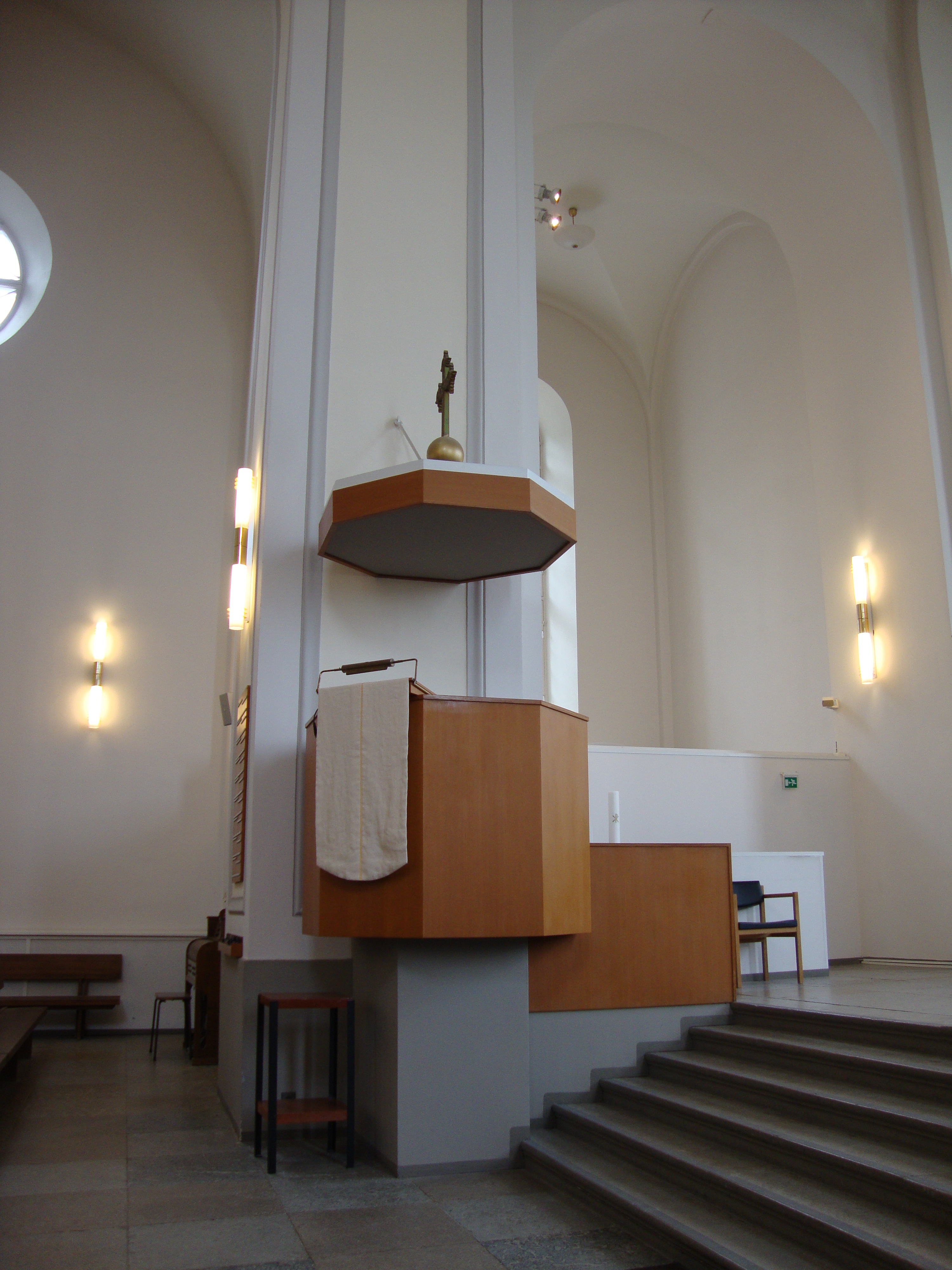
Kansel